# Prête-moi ton mari
Pour plus de détails, voir Fiche technique et Distribution.
Prête-moi ton mari (Good Neighbor Sam) est un film américain de David Swift sorti en 1964, avec Jack Lemmon et Romy Schneider.

## Synopsis
Sam Bissell, un publicitaire, est choisi par un important client, séduit par sa vie tranquille et respectable, pour vanter au public les bienfaits d'une marque de produits laitiers.
En rentrant dans sa villa des environs de Los Angeles, il trouve Min, sa femme, en compagnie de Janet, une amie d'enfance. Cette dernière, qui arrive tout droit d'Europe, est aux États-Unis afin de régler les derniers détails qui vont lui permettre de toucher un important héritage. Mais, pour empocher le pactole, Janet doit prouver qu'elle vit avec son mari, Howard. Or, tous deux sont séparés depuis plusieurs mois.
Des cousins, venus inopinément vérifier que cette clause du contrat est bien respectée, tombent sur Sam, qu'ils prennent pour le mari de Janet. Personne ne s'avise de les détromper.

## Fiche technique
- Titre français : Prête-moi ton mari
- Titre original : Good Neighbor Sam
- Réalisation : David Swift
- Production : Marvin Miller et David Swift
- Scénario : James Fritzell, Everett Greenbaum et David Swift d'après le roman de Jack Finney
- Image : Burnett Guffey
- Musique : Frank De Vol
- Directeur artistique : Dale Hennesy
- Décors de plateau : Ray Moyer
- Montage : Charles Nelson
- Costumes : Jacqueline
- Pays : États-Unis
- Durée : 130 min
- Format : couleur
- Langue de la V.O. : anglais
- Date de sortie : 
  -  États-Unis : 22 juillet 1964
  -  France : 27 novembre 1964

## Distribution
- Jack Lemmon (VF : Serge Lhorca) : Sam Bissel
- Romy Schneider (VF : Elle-même) : Janet Lagerlof
- Dorothy Provine (VF : Martine Sarcey) : Minerva Bissel
- Michael Connors (VF : Pierre Garin) : Howard Ebbets
- Edward Andrews : M. Burke
- Edward G. Robinson : Simon Nurdlinger
- Louis Nye (VF : Roger Carel) : Reinhold Shiffner
- Robert Q. Lewis : Earl, un voisin
- Joyce Jameson : Elsie Hooker
- Anne Seymour : Irene Krump
- Charles Lane : Jack Bailey
- Linda Watkins : Edna Bailey
- Peter Hobbs : Phil Reisner
- Tristram Coffin : Sonny Blatchford
- Neil Hamilton : Larry Boling
- Riza Royce : Mlle Halverson
- William Forrest : Millard Mellner

Acteurs non-crédités :
- Jim Bannon : un policier
- Joel Fluellen : un juge
- Richard Hale : M. Bernier